# Festival Internacional de Percussió de Catalunya
El Festival Internacional de Percussió de Catalunya és un festival musical solidari que va començar el 2006 per dur a terme diversos concerts de percussió durant el mes de febrer en diversos espais d'arreu de Catalunya. El director artístic dels primers festivals va ser Josep Maria Dutrèn.
El 2007 van actuar Percussions de Barcelona, Benjamin Taubkin, guem o Ciccio Merola, entre d'altres. També es va fer un concert solidari amb 600 tambors per Àfrica. El 2008 entre d'altres van tocar Trilok Gurtu & Arkè String Quartet i el concert solidari va aplegar 2000 tambors i la recaptació va ser per un hospital de Sierra Leone. El 2011 el concert inaugural va ser pel bateria Marc Ayza amb DJ Helios i es va fer un concert al voltant del gamelan.